# Tania Vázquez
Tania Vázquez  (Acaponeta, Nayarit, Mexikó, 1977. július 31. –) mexikói modell, színésznő.

## Élete és pályafutása
1977. július 31-én született Acaponetában. 1997-ben a María című telenovellában szerepelt, mint Sonia. 2004-ben a Rubí, az elbűvölő szörnyetegben játszott. 2007-ben a Pokolba a szépfiúkkal! című sorozatban megkapta Andrea szerepét. 2012-ben szerepet kapott a Te presento a Valentín című webnovellában.

## Filmográfia

### Telenovellák
- Hasta el fin del mundo (2014) .... Valentina
- Quiero amarte (2013-2014) .... Carolina Rivera
- Maricruz (Corazón indomable) (2013) .... Mariana de la Colina
- Te presento a Valentín (2012-2013) .... Karen
- Esperanza del corazón (2011) .... Camila Moreno
- Hasta que el dinero nos separe (2010) .... Roxana Ferrón García "Roxanita"
- Mindörökké szerelem (Mañana es para siempre) (2008-2009) .... Venus Garcia/Lovely Norton
- Pokolba a szépfiúkkal! (Al diablo con los guapos) (2007-2008) .... Andrea Castillo Riquelme
- Yo amo a Juan Querendón (2007) .... Herlinda
- Duelo de pasiones (2006) .... Carla Sánchez
- A liliomlány (Inocente de ti) (2004-2005) .... Pilar
- Rubí, az elbűvölő szörnyeteg (Rubí) (2004) .... Sofía Cárdenas Ruiz.
- Amar otra vez (2003) .... Modell
- Amor real (2003) .... Adelaida
- Rayito de luz (2000-2001) .... Catalina Cienfuegos
- Mujeres engañadas (1999-2000) .... Aracely
- Amor gitano (1999) .... különleges részvétel
- María (1997-1998) .... Sonia